# Inga Skjærris
Inga Skjærris (tidligere Inga Skjærris Nielsen) (født 6. oktober 1943) er tidligere lokalpolitiker og borgmester i 1988-1989 for den nu nedlagte Ramsø Kommune. Inga Skjærris var opstillet for Venstre og sad i byrådet i mange år og var tillige folketingskandidat.
Inga Skjærris har desuden været engageret i idræt, socialt arbejde og ældreområdet. Hun har bl.a. siddet i Danmarks Idrætsforbund, Narkotikarådet og Landsforeningen af Væresteder. I 1987 var Inga Skjærris medforfatter af ”Betænkning om breddeidretten i Danmark”. Hun har i en årrække desuden været formand i Viby Idrætsforening og er nu næstformand. Inga Skjærris er desuden formand for Boligselskabet Roskilde SYD (tidligere Ramsø Ældreboligselskab).
Hun blev i 2001 kortvarigt landskendt pga. uregelmæssigheder i forbindelse med kommunalvalget, hvor der var mistanke om, at der uretmæssigt var sat kryds ud for hendes navn på 70 stemmesedler. Den påståede valgsvindel havde dog ingen betydning for resultatet. Efter længere tids efterforskning blev sigtelsen frafaldet og sagen henlagt.